# Хушназаров, Джура
Джура Хушназаров — советский хозяйственный, государственный и политический деятель.

## Биография
Родился в 1928 году в Кашкадарьинской области. Член КПСС.
С 1946 года — на хозяйственной, общественной и политической работе. В 1946—1983 гг. — крестьянин, агроном, организатор сельскохозяйственного производства в Кашкадарьинской области, председатель Каршинского райисполкома, первый секретарь Нишанского райкома КП Узбекистана.
Жил в Узбекистане.

## Награды и звания
- орден Ленина (25.12.1976)
- орден Октябрьской Революции (26.02.1981)
- орден Трудового Красного Знамени (10.12.1973)